# القاعدة البحرية الأمريكية البحرين

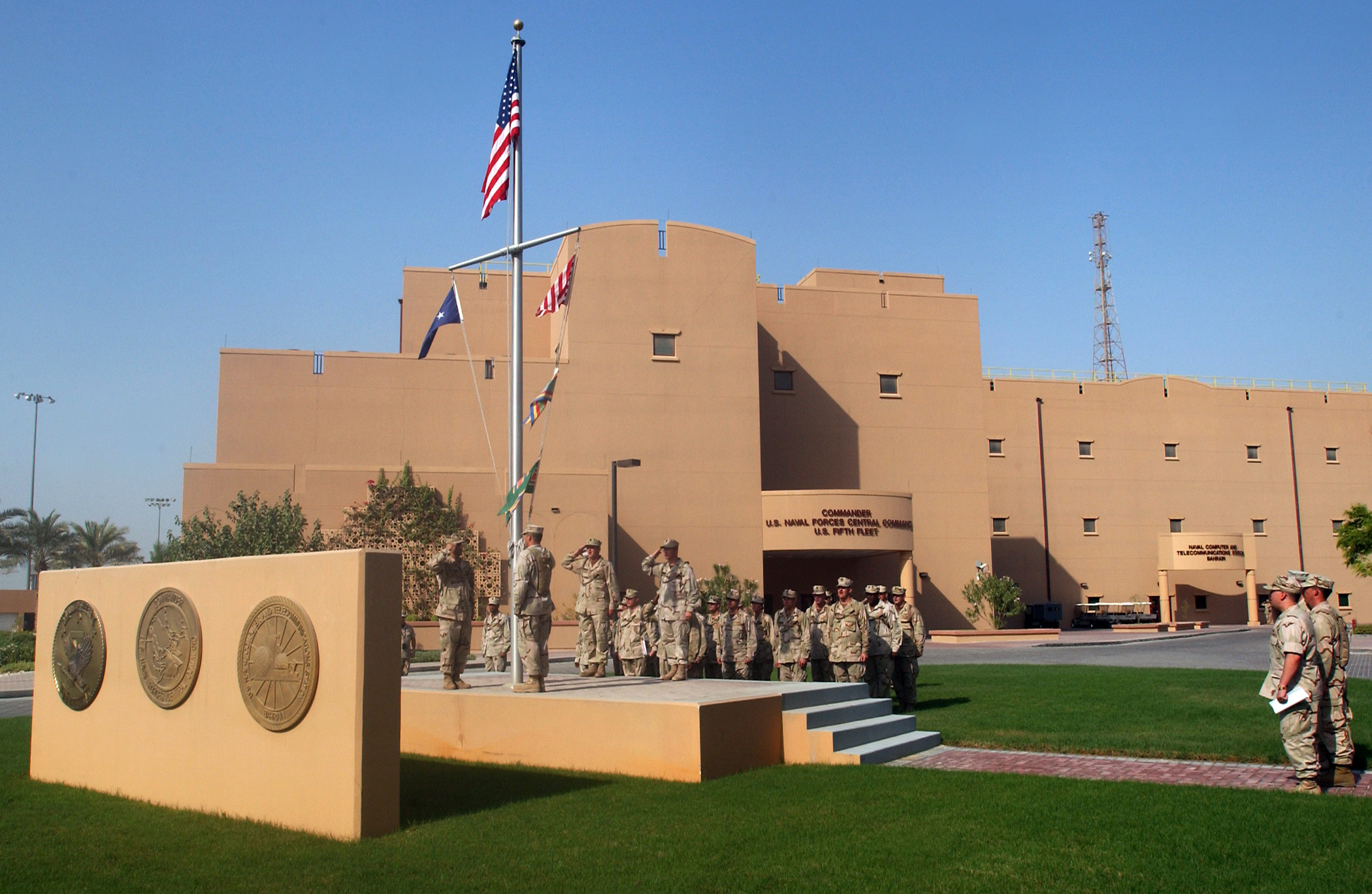
أفراد البحرية الأمريكية يؤدون تحية الصباح في القاعدة البحرية الأمريكية البحرين في عام 2005

حركة دعم البحرية البحرين هي قاعدة الولايات المتحدة البحرية في مملكة البحرين والولايات المتحدة هي موطن للقيادة المركزية للقوات البحرية والأسطول الخامس الأمريكي. هي القاعدة الأساسية في المنطقة للأنشطة البحرية لدعم عملية الحرية الدائمة وسابقا عملية حرية العراق وتشمل عملية الفجر الجديد حتى نهاية حرب العراق. تم تثبيت سابق للبحرية الملكية ثم تم نقله إلى الحكومة الأمريكية في عام 1971. قائد البحرية لمنطقة جنوب غرب آسيا هو المسؤول عن قاعدة البحرين ومعسكر ليمونير في جيبوتي. بحرية منطقة جنوب غرب آسيا تقع تحت إشراف قيادة القوات البحرية الأمريكية المركزية. نائب الأميرال جون دبليو ميلر قائد القوات البحرية المركزية الأمريكية والأسطول الخامس الأميركي.

## التاريخ
على الرغم من أن القاعدة البحرية الأمريكية البحرين كانت موجودة منذ أكثر من عقد من الزمن ولكن استمرار وجود الولايات المتحدة في منطقة الجفير بالمنامة تم تنظيمه للمرة الأولى قبل نحو 60 عاما ببنية تحتية حديثة. توفر القاعدة البحرية الأمريكية البحرين الدعم اللوجستي والتوريد والحماية وكذلك منشأة صرف البحرية والمعنويات والرعاية الاجتماعية وبرامج الترفيه على حد سواء إلى القوات المسلحة للولايات المتحدة وحلفائها.
مبدئيا بدأت الولايات المتحدة في التدخل في الشئون الداخلية للشرق الأوسط اعتبارا من عام 1948 بوحدة صغيرة التي تحولت لاحقا إلى مرفق شاطئ صغير في الجفير، باحتلال أراضي البحرية الملكية مع توفير الدعم اللوجستي والاتصالات لسفن مشاة البحرية.
في عام 1971 انتهى الوجود الدائم للبحرية الملكية في البحرين وانتقلت بحرية الولايات المتحدة إلى المنطقة التي كانت يحتلها البريطانيون والتي تبلغ مساحتها 40 ألف متر مربع. بعد ثماني سنوات تغير الاسم إلى وحدة الدعم الإداري البحرين.
في محاولة لتعكس بدقة أكبر الدور المتزايد لأنشطة بحرية الولايات المتحدة في المنطقة تم تغيير اسم منظمة وحدة الدعم الإداري جنوب غرب آسيا في عام 1992.
في عام 1997 تحت رعاية برنامج البناء العسكري شهدت المرافق التي تقع في الجفير زيادة مما أدى إلى ما يعرف اليوم باسم القاعدة البحرية الأمريكية البحرين.
في عام 2003 بدأت مرافق القاعدة البحرية الأمريكية البحرين في التوسع بعد أن بدأت عملية حرية العراق.
في عام 2006 افتتحت قاعة للطعام كبيرة باسم سوق الحرية وتوسعة السوق مما كان له الأثر الكبير في رفع الروح المعنوية والرفاه لأفراد الخدمة.
في عام 2010 شرعت القوات البحرية على خمس سنوات في مشروع تبلغ تكلفته 580 مليون دولار أمريكي لتوسيع القاعدة واقتراح بمضاعفة حجم المنشأة. المرحلة الأولى من البناء تستهدف الانتهاء منه بحلول خريف عام 2012 وتشمل جدار محيط جديد وبوابة للأمن جنبا إلى جنب مع العديد من المباني الجديدة. والمرحلة الثانية توسيع عمليات الميناء مع منشأة جديدة للميناء وتشمل حوض صغير. بدأت هذه المرحلة في أواخر عام 2010 ومن المقرر أن يكتمل بحلول أواخر عام 2012. الثكنات الجديدة، منشأة لتناول الطعام ومركز للاستجمام سيتم الانتهاء من المباني الإدارية بحلول عام 2015 وفقا لخطة البحرية. وسوف تشمل المرحلة النهائية أيضا جسر علوي يربط القاعدة البحرية الأمريكية البحرين إلى مرفق الميناء في ميناء سلمان.

## تحقيق تربية الكلاب
تحقيق قاضي البحرية الأمريكية جعله يكتشف سوء السلوك والمعاكسات والتحرش وقعت في شعبة الكلاب العسكرية للقاعدة في 2005 و 2006. وذكر التحقيق أن الوحدة بتوجيه من رئيس الأسلحة مايكل توسان قد تغاضى عن لعب القمار والتآخي والتنشئة الاجتماعية مع البغايا. تعرض أعضاء الوحدة للمضايقات والإذلال بشكل روتيني. على الرغم من النتائج التي توصل إليها التحقيق فقد تمت ترقية توسان في وقت لاحق وبقي في البحرية. خليفة توسان في وحدة جنيفر فالديفيا انتحرت بعد أن أبلغت عن نتائج التقرير. تم إعادة النظر في الإجراءات التي اتخذت استجابة للتحقيق.
أعلنت البحرية في 21 أكتوبر 2009 أن توسان قد عزل من مهمة القيادة الحالية ووضع في وظيفة مؤقتة على سطح السفينة. تم رفض طلبه لتمديد فترة عمله وتم تحديد موعد التقاعد الإلزامي في يناير 2010. أصدر وزير البحرية راي مابوس رسالة السكرتارية من اللوم على توسان والتي تم وضعها في الملف العسكري الدائم للبحار. ذكر مابوس أنه سيتم استعراض تقرير أجر التقاعد لتوسان. وذكر المتحدث باسم البحرية أن هذا يعني أن قرارا سيتخذ بشأن ما إذا كان توسان سيسمح للحفاظ على رتبته ودفع التقاعد.

## الأزمة الدستورية البحرينية
طالب أعضاء مجلس النواب في سنة 1975 أمير البحرين آنذاك الشيخ عيسى بن سلمان آل خليفة بطرد القاعدة البحرية الأمريكية من البحرين على الرغم من دفع 6 ملايين دينار بحريني سنويا لميزانية الدولة مما أدى إلى إصدار الأمير مرسوم أميري بوقف العمل بالدستور لأجل غير مسمى. وفي 27 مايو 2007 صرح وزير الدولة للشئون القانونية السابق (1971-1995) حسين البحارنة بأن المطالبة بطرد الأمريكان من البحرين كان خطئا جسيما. علما بأن في الوقت الحالي فإن القاعدة البحرية الأمريكية تدفع لحكومة البحرين 26 مليون دينار بحريني سنويا.